# Nicolas Huynh Van Nghi
Nicolas Huynh Van Nghi (* 1. Mai 1927 in Vinh Hôi; † 6. Mai 2015 in Phan Thiết) war ein vietnamesischer Geistlicher und römisch-katholischer Bischof von Phan Thiết.

## Leben

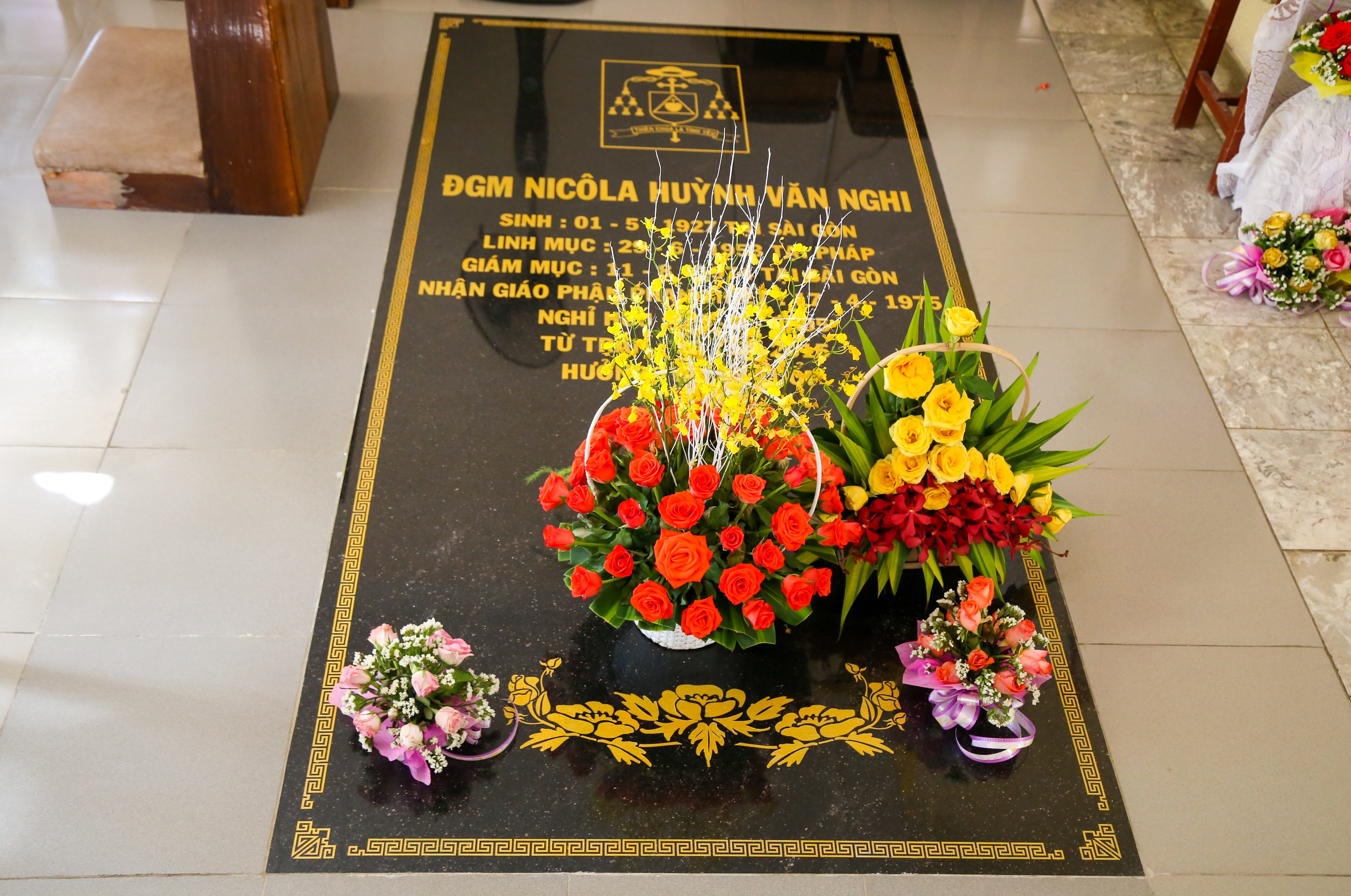
Grab von Bischof Nicolas Huynh Van Nghi

Nicolas Huynh Van Nghi empfing am 29. Juni 1953 die Priesterweihe für das Erzbistum Saigon.
Papst Paul VI. ernannte ihn am 1. Juli 1974 zum Weihbischof in Saigon und Titularbischof von Selsea. Der Kardinalpräfekt der Kongregation für die Evangelisierung der Völker, Agnelo Rossi, spendete ihm am 11. August desselben Jahres die Bischofsweihe; Mitkonsekratoren waren Paul Nguyên Van Binh, Erzbischof von Saigon, und Philippe Nguyên-Kim-Diên PFJ, Erzbischof von Huế. 
Am 19. März 1975 wurde er zum Apostolischen Administrator von Phan Thiết ernannt. Am 6. Dezember 1979 wurde er zum Bischof von Phan Thiết ernannt. Am 1. April 2005 nahm Papst Benedikt XVI. seinen altersbedingten Rücktritt an.